# Bezděčí u Trnávky
Bezděčí u Trnávky is een Tsjechische gemeente in de regio Pardubice, en maakt deel uit van het district Svitavy.
Bezděčí u Trnávky telt 221 inwoners (2006).
Banín ·
Bělá nad Svitavou ·
Bělá u Jevíčka ·
Benátky ·
Bezděčí u Trnávky ·
Biskupice ·
Bohuňov ·
Bohuňovice ·
Borová ·
Borušov ·
Brněnec ·
Březina ·
Březinky ·
Březiny ·
Březová nad Svitavou ·
Budislav ·
Bystré ·
Cerekvice nad Loučnou ·
Čistá ·
Desná ·
Dětřichov ·
Dětřichov u Moravské Třebové ·
Dlouhá Loučka ·
Dolní Újezd ·
Gruna ·
Hartinkov ·
Hartmanice ·
Horky ·
Horní Újezd ·
Hradec nad Svitavou ·
Chmelík ·
Chornice ·
Chotěnov ·
Chotovice ·
Chrastavec ·
Janov ·
Janůvky ·
Jaroměřice ·
Jarošov ·
Javorník ·
Jedlová ·
Jevíčko ·
Kamenec u Poličky ·
Kamenná Horka ·
Karle ·
Koclířov ·
Korouhev ·
Koruna ·
Křenov ·
Kukle ·
Kunčina ·
Květná ·
Lavičné ·
Linhartice ·
Litomyšl ·
Lubná ·
Makov ·
Malíkov ·
Městečko Trnávka ·
Mikuleč ·
Mladějov na Moravě ·
Morašice ·
Moravská Třebová ·
Nedvězí ·
Němčice ·
Nová Sídla ·
Nová Ves u Jarošova ·
Oldřiš ·
Opatov ·
Opatovec ·
Osík ·
Pohledy ·
Polička ·
Pomezí ·
Poříčí u Litomyšle ·
Příluka ·
Pustá Kamenice ·
Pustá Rybná ·
Radiměř ·
Radkov ·
Rohozná ·
Rozhraní ·
Rozstání ·
Rudná ·
Rychnov na Moravě ·
Řídký ·
Sádek ·
Sebranice ·
Sedliště ·
Sklené ·
Slatina ·
Sloupnice ·
Staré Město ·
Stašov ·
Strakov ·
Suchá Lhota ·
Svitavy ·
Svojanov ·
Široký Důl ·
Študlov ·
Telecí ·
Trpín ·
Trstěnice ·
Tržek ·
Třebařov ·
Újezdec ·
Útěchov ·
Vendolí ·
Vidlatá Seč ·
Víska u Jevíčka ·
Vítějeves ·
Vlčkov ·
Vranová Lhota ·
Vrážné ·
Vysoká ·
Želivsko